# Helio Courier

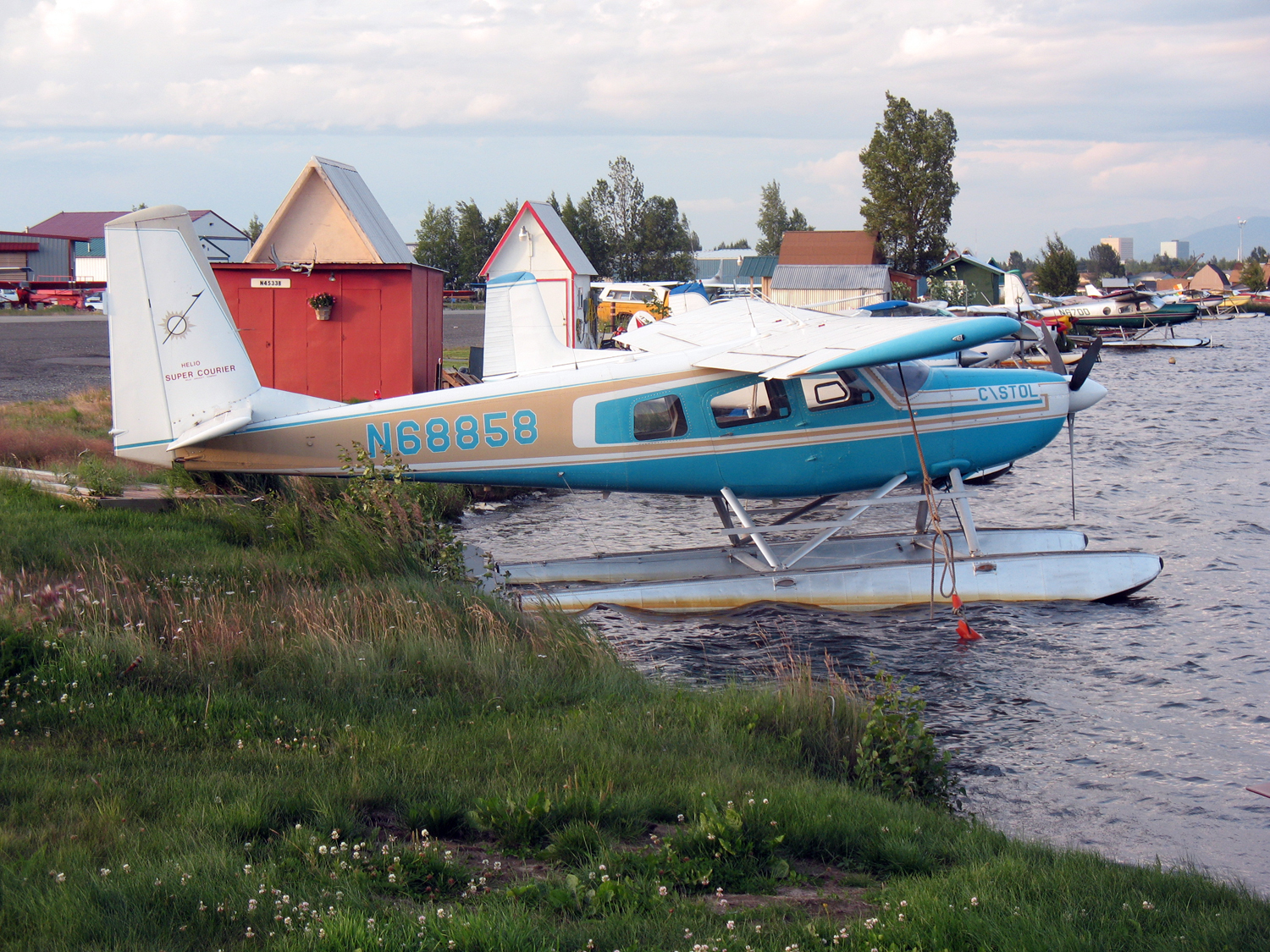
Helio Courier H-295

Helio Courier là một loại máy bay thông dụng C/STOL được thiết kế năm 1949.

## Biến thể
Koppen-Bollinger Helioplane.
Helioplane Four.
Helioplane Two.
Hi-Vision Courier.
H-291.
H-295 Super Courier.
HT-295 Super Courier or Trigear Courier.
H-250 Courier.
H-391 Courier.
H-391B Courier.
H-392 Strato Courier.
H-395 Super Courier.
H-395A Courier.
H-500 Twin Courier.
Helio H-550 Stallion.
H-580 Twin Courier.
H-634 Twin Stallion
H-700 Courier.
H-800 Courier.
L-24 Courier.
L-28 Courier.
U-5 Twin Courier.
U-10 Courier
U-24 Stallion

## Quốc gia sử dụng

### Quân sự
- Perú
- Thái Lan
  - Không quân Hoàng gia Thái Lan
- Hoa Kỳ
  - Tuần tra Hàng không Dân sự
  - Không quân Hoa Kỳ
  - Lục quân Hoa Kỳ

### Dân sự
- Air America
- JAARS
- North-Wright Airways

## Tính năng kỹ chiến thuật (U-10D Super Courier)
Dữ liệu lấy từ 
Đặc điểm tổng quát
- Kíp lái: 1
- Sức chứa: 5 hành khách
- Chiều dài: 30 ft 8 in (9,35 m)
- Sải cánh: 39 ft 0 in (11,89 m)
- Chiều cao: 8 ft 10 in (2,69 m)
- Trọng lượng có tải: 3.600 lb (1.636 kg)
- Trọng tải có ích: 1.320 lb (600 kg)
- Động cơ: 1 × Lycoming GO-480-G1D6, 295 hp (220 kW)

 Hiệu suất bay 
- Vận tốc cực đại: 148 knot (170 mph, 288 km/h)
- Tầm bay: 950 nm (1.380 dặm, 1.760 km) với 120 gal. nhiên liệu
- Trần bay: 20.500 ft (6.250 m)
- Vận tốc lên cao: 1.200 ft/phút (6,1 m/s)